# می‌خواهم برگردی
«می‌خواهم برگردی» (به انگلیسی: I Want You Back) نخستین تک‌آهنگ گروه جکسون فایو است. این تک‌آهنگ توسط شرکت موسیقی موتاون در ۷ اکتبر ۱۹۶۹ منتشر شد و در ۳۱ ژانویهٔ ۱۹۷۰ به رتبهٔ ۱ جدول ۱۰۰ آهنگ داغ بیلبورد رسید. گروه جکسون فایو که متشکل از ۵ برادر از خانواده جکسون بودند، توانستند با این ترانه در سطح ملی معروف شوند و توجه‌ها را به سمت خود جلب کنند. 
این تک‌آهنگ توسط اکثر منتقدین موسیقی، به عنوان یکی از ماندگارترین ترانه‌های تاریخ نام معرفی می‌شود.